# Мария Райхе
Мария Райхе (на немски: Maria Reiche) е германско-перуанска изследователка, археолог и математик. Известна е най-вече с изследванията си на Знаците в Наска, които вижда за пръв път през 1941 година заедно с американския историк Пол Косък.

## Биография
Родена в Дрезден през 1903 година Мария води спокоен живот, докато на 29-годишна възраст решава да се качи на кораб и да замине за Перу. Целта и е да достигне до Куско, за да стане гувернантка на децата на германския консул там. Там, осем години след като е пристигнала в Перу, се среща с американския историк Пол Косък. Като блестяща математичка и запалена по археологията Райхе вижда огромна възможност в тази среща. Заминава за Наска, на 400 километра южно от Лима и започва да сътрудничи на Косък в изучването на линиите. След като американецът решава да се завърне в родината си, Райхе продължава изследванията си сама като обвързва знаците директно с астрономията. Нейната интерпретация е, че дългите прави линии са „линии на слънцето“, които показват точките на изгряване и залязване на слънцето в момента на слънцестоене и равноденствие. Те показвали също и изгрева и залеза на някои звезди, а освен това можели да служат и за предвиждане на лунни затъмнения.
На тази своя астрономическа теза Мария Райхе посвещава 40 години от живота си, изучавайки линиите и геометричните взаимоотношения, които подкрепят нейната идея. Освен това води битка за защита и консервация на следите, които са застрашени от замърсяване и от самите туристи.
През 70-те години на XX век е доказано, че астрономическото подреждане на Наска е изпълнено съвсем случайно. Умира през 1998 година на 95-годишна възраст в Лима.